# Tipranks
 (décembre 2022).
Tipranks est une société de technologie financière utilisant l'intelligence artificielle pour analyser les données financières afin de fournir des outils de recherche boursière aux investisseurs privés,,.
TipRanks fournit des données sur les marchés américain, canadien, britannique, australien et allemand.

## Histoire
TipRanks a été fondé en juin 2012 par Uri Gruenbaum et Gilad Gat. En 2013, TipRanks remporte deux prix Finovate pour l'innovation disruptive dans le domaine de la recherche financière. En 2014, l'ancien gouverneur de New York Eliot Spitzer a investi dans l'entreprise et a rejoint son conseil d'administration, .
En 2015, TipRanks remporte le premier prix au IBM Watson Hackathon en Israël. En 2016, TipRanks est sélectionné comme étoile émergente par KPMG et H2 Venture dans leur liste « Fintech 100 Leading Global Fintech Innovators ». En 2018, TipRanks a annoncé qu'elle étendait sa couverture aux marchés canadiens.
En 2020, TipRanks étend sa couverture aux marchés britanniques. La même année, Bloomberg a utilisé les données de TipRanks sur les délits d'initiés des entreprises dans un article sur la façon dont le marché boursier est truqué. Toujours cette même année, The Telegraph utilise pour la première fois les données de TipRanks dans ses rapports sur les investissements. En 2021, TipRanks lance un nouvel outil qui présente les facteurs de risque des sociétés cotées en bourse. Cette même année, la société a annoncé le lancement d'un nouvel outil qui présente une analyse du trafic des sites Web des sociétés cotées en bourse. En avril 2021, la société annonce qu'elle avait levé un financement en capital-risque de 77 millions de dollars.